# Gerichtsbezirk Wels
Der Gerichtsbezirk Wels ist ein dem Bezirksgericht Wels unterstehender Gerichtsbezirk, der die Statutarstadt Wels, sowie den Bezirk Wels-Land umfasst.

## Gerichtssprengel
Der Gerichtssprengel umfasst die Gemeinden Aichkirchen, Bachmanning, Bad Wimsbach-Neydharting, Buchkirchen, Eberstalzell, Edt bei Lambach, Fischlham, Gunskirchen, Holzhausen, Krenglbach, Lambach, Marchtrenk, Neukirchen bei Lambach, Offenhausen, Pennewang, Pichl bei Wels, Sattledt, Schleißheim, Sipbachzell, Stadl-Paura, Steinerkirchen an der Traun, Steinhaus, Thalheim bei Wels, Weißkirchen an der Traun und Wels.